# Austro-Daimler
Austro-Daimler (Австро-Даймлер) — з 1899 року австрійський виробник автомобілів та велосипедів. Штаб-квартира знаходиться в місті Вінер-Нойштадт. У 1913 році компанію купує фірма Škoda. 28 грудня 1928 року відбулося злиття трьох австрійських фірм — мотоциклетної PUCH Werke AG, авіабудівної ÖFFAG і автомобілебудівної Austro-Daimler. Фірма стала називатися Austro Daimler Puchwerke Aktiengesellschaft. У 1934 році компанія була об'єднана з фірмою Steyr, було утворено Steyr-Daimler-Puch, виробництво автомобілів під маркою Austro-Daimler припинилося.

## Едуард Фішер
Едуард Фішер молодший народився в сім'ї промисловців, які в 1866 році заснували фірму «Kkpriv. Maschinenfabrik, Eisen- und Metallgießerei Brüder Fischer», фірма займалася виробництвом промислових двигунів, коробок передач і турбін. Після смерті братів Едуарда та Адама Фішерів біля керма компанії стає їх родич Юліус Хоттер. 1895 року керувати фірмою починає Едуард Фішер-молодший.

## Йозеф Біренц
У цей час Йозеф Біренц, який був представником фірми Готтліба Даймлера в Австро-Угорщині з 1890 року, вирішує, що треба відкривати виробництво в самій країні, а не імпортувати автомобілі з Німеччини.

## Заснування компанії. Початок виробництва автомобілів
У 1899 році увага Йозефа Біренца і Готтліба Даймлера падає на фабрику Фішера. Після переговорів 11 серпня 1899 року утворюється фірма Oesterreichische Daimler-Motoren-Commanditgesellschaft Bierenz Fischer u. Co, яка починає збірку вантажівок фірми «Даймлер».
У травні 1900 року фірма збирає перший легковий 4-місний автомобіль 4HP. Рівно через рік фірма будує перший у світі ізотермічний фургон для перевезення льоду. А в 1902 році керувати технічним відділом приходить Пауль Даймлер, який зміг нарешті залишити німецьке відділення фірми на Майбаха після смерті батька. З прибуттям Пауля Даймлера Йозеф Біренц іде з фірми з якихось причин, фірму перейменовують в Oesterreichische Daimler-Motoren-Commanditgesellschaft.

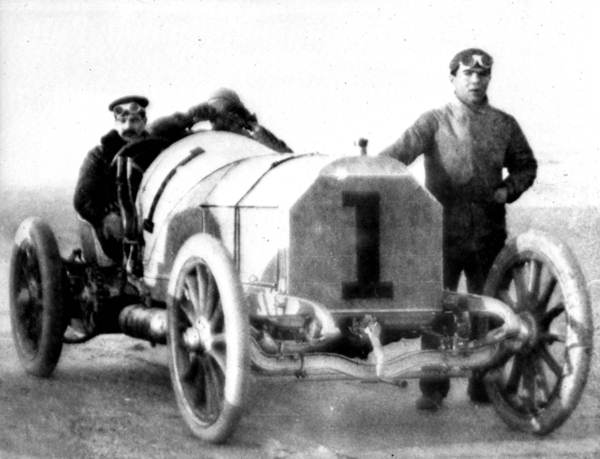
Wiener Neustädter Mercedes 90НР

Пауль Даймлер вирішує розширити програму легкових автомобілів, адже домінували у виробництві вантажні автомобілі. 1904 року на гонках Гордон Беннетт в Ірландії один з двох «Мерседесів», які брали участь у гонках, був побудований в Австрії. Цей автомобіль оснащувався 12.9 л мотором, у якого було всього 4 циліндра.

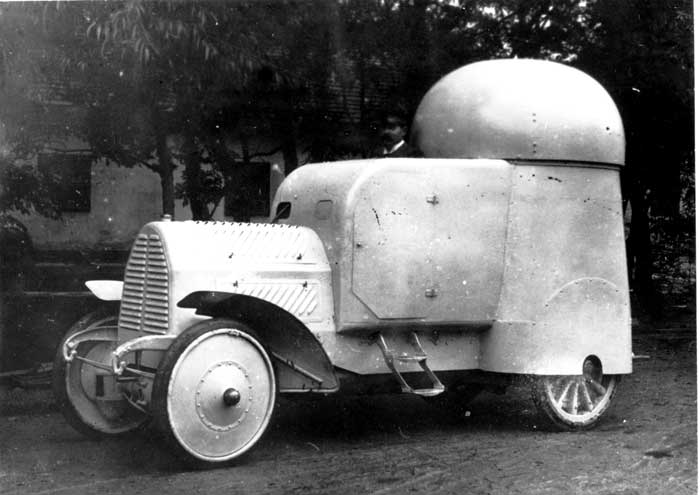
Daimler Panzerwagen

У тому ж 1904 році фірма будує перший у світі броньовий автомобіль, більш того, цей автомобіль має колісну формулу 4х4. Одним з розробників машини був капітан імперської армії Австрії — Роберт Вульф. Автомобіль масою в 3.2 тонни і мотором 4.4 л потужністю 35 сил міг розігнатися до 25 км/год. Однак Франц Йосиф I відмовляється від покупки такого озброєння, бо під час оглядів рев мотора налякав кінноту, і імператор порахував броньовик неефективним видом зброї.
У 1905 році Вільгельм Майбах йде з фірми «Даймлер». Пауль Даймлер залишає дочірнє підприємство у Вінер-Нойштадт і вирушає до Штутгарта керувати головним підприємством.

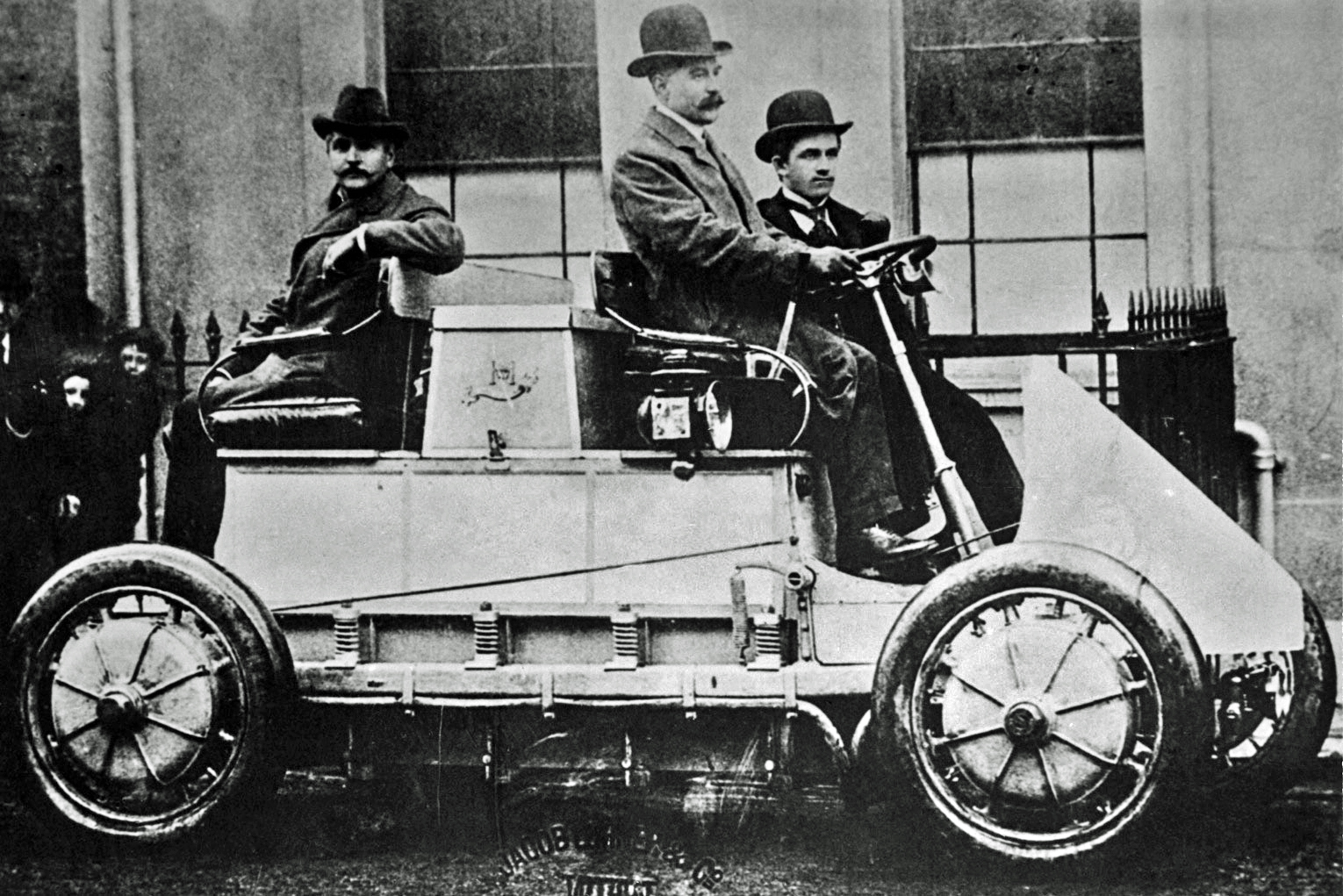
Mercеdеs-Electrique-Mixte

19 липня 1906 року за порадою Еміля Елінека Фішер бере на роботу молодого інженера Фердинанда Порше. Прийшовши на «Аустро-Даймлер», Порше продовжив випускати свої гібридні автомобілі, які сконструював ще в 1902 році і продавав під маркою Lohner-Porsche. У цього гібрида бензиновий двигун обертав генератор, який виробляв струм для живлення електромоторів, вбудованих у маточини коліс. Справа в тому, що Елінек викупив у Лонера патент на цей автомобіль і став випускати його під своєю маркою.
А через тиждень — 26 липня — фірму перейменовують в Oesterreichische Daimler-Motoren-Gesellschaft. Гібриди будували до 1907 року, коли від них відмовилися; крім легкових автомобілів фірма випускала і вантажівки схожої конструкції. Апофеозом гібридів фірми став спортивний автомобіль Mercedes Mixte Rennwagen з 8-літровим мотором — цей гоночний гібрид розганявся до 135 км/год.
У тому ж році в серію запускається нова модель фірми — «Майя 24/48», однак машина виявилася ненадійною — продажі падають, фірма зазнає збитків і керівництву доводиться йти на скорочення своїх працівників. Після ланцюга цих подій Елінек, який був на той момент співвласником фірми, йде зі складу компанії.

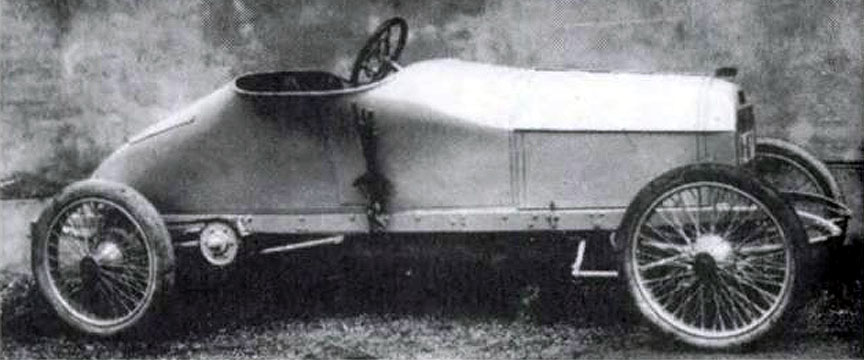
Austro-Daimler Maja

У 1909 році відбувається поділ між німецьким та австрійським відділенням, австрійське відділення стає незалежним. В серію запускається допрацьована модель «Майя 28/32НР». Об'єм мотора зменшився на 400 кубів — до 5.3 л, але потужність зросла, а разом з нею — і надійність автомобіля.
Восени 1910 року фірму знову перейменовують, в Österreichische Daimler-Motoren AG, тобто вона перетвориться на акціонерне товариство, при дозволі імператора Франца Йосифа фірма помістила на свою емблему герб Австро-Угорського імператора — двоголового орла.

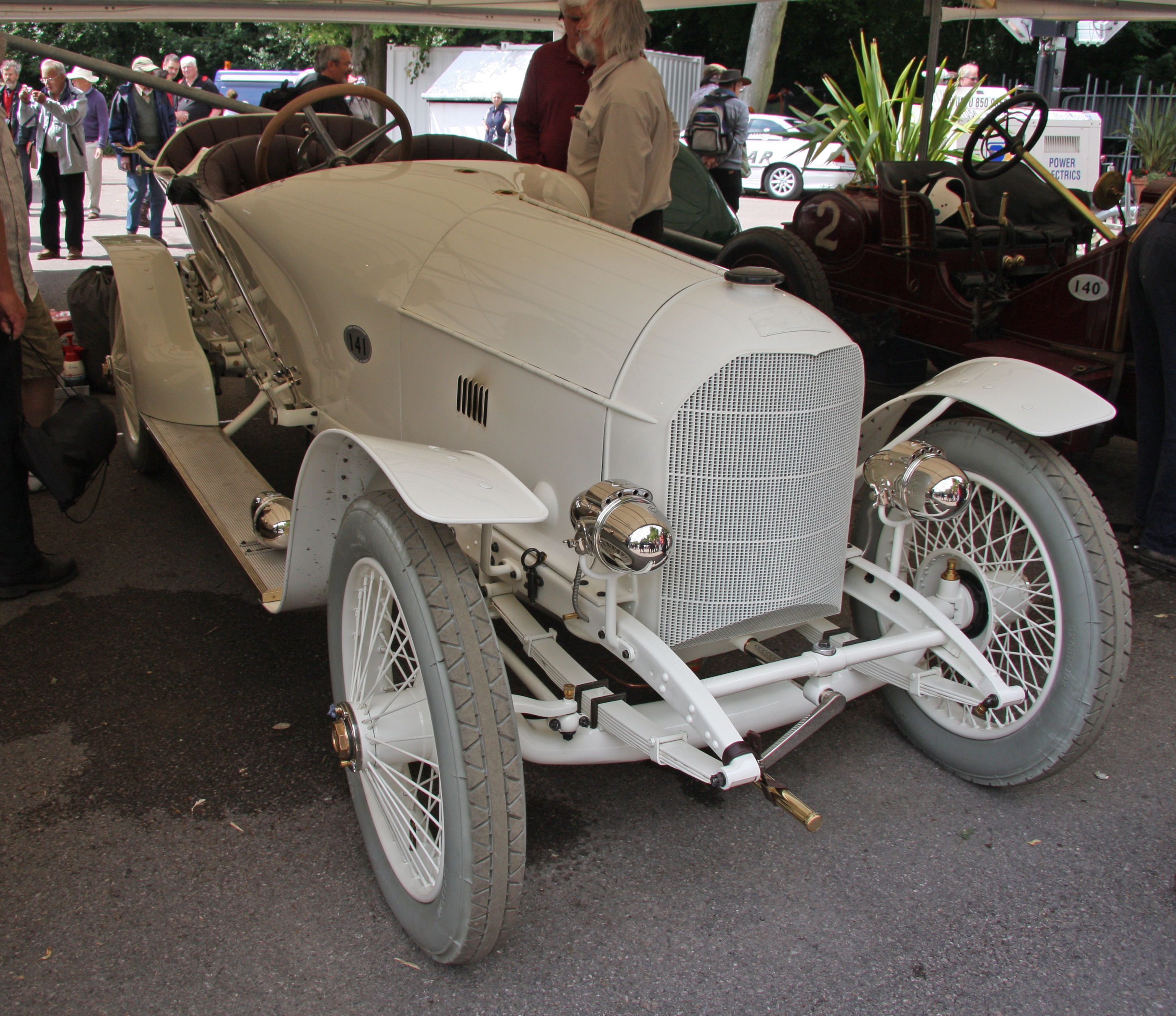
Аustro-Daimler 22/86HP Prinz Heinrich

До червня 1910 року Фердинанд Порше будує на базі моделі «Майя 28/32» спортивне авто, автомобіль мав обтічний алюмінієвий кузов, який через форми кузова спочатку отримав прізвисько «Tulpenform», нею стала модель «Аустро-Даймлер 22/86», яка пізніше вже отримала назву «Принц Генріх», Порше виставив кілька автомобілів на однойменну гонку, і 3 автомобіля з 4-циліндровим 5.7 л мотором фінішували першими. За кермом автомобілів відповідно сиділи Порше, Фішер і граф Шенфельд.
Через рік з'являється модель 16/18HP з 4.5 л мотором потужністю 40 сил. Тоді ж «Шкода» починає купувати акції підприємства. Тим часом Порше підготовляє чергову малолітражку для фірми — модель «9/27 Альпеваген», яка отримала таку назву завдяки успіхам в Альпійських гонках. Мотор цієї машини мав робочий об'єм в 2.2 л і 30 сил, ця машина замінила модель 9/20 з тим же об'ємом мотора, але потужністю в 22 сили.

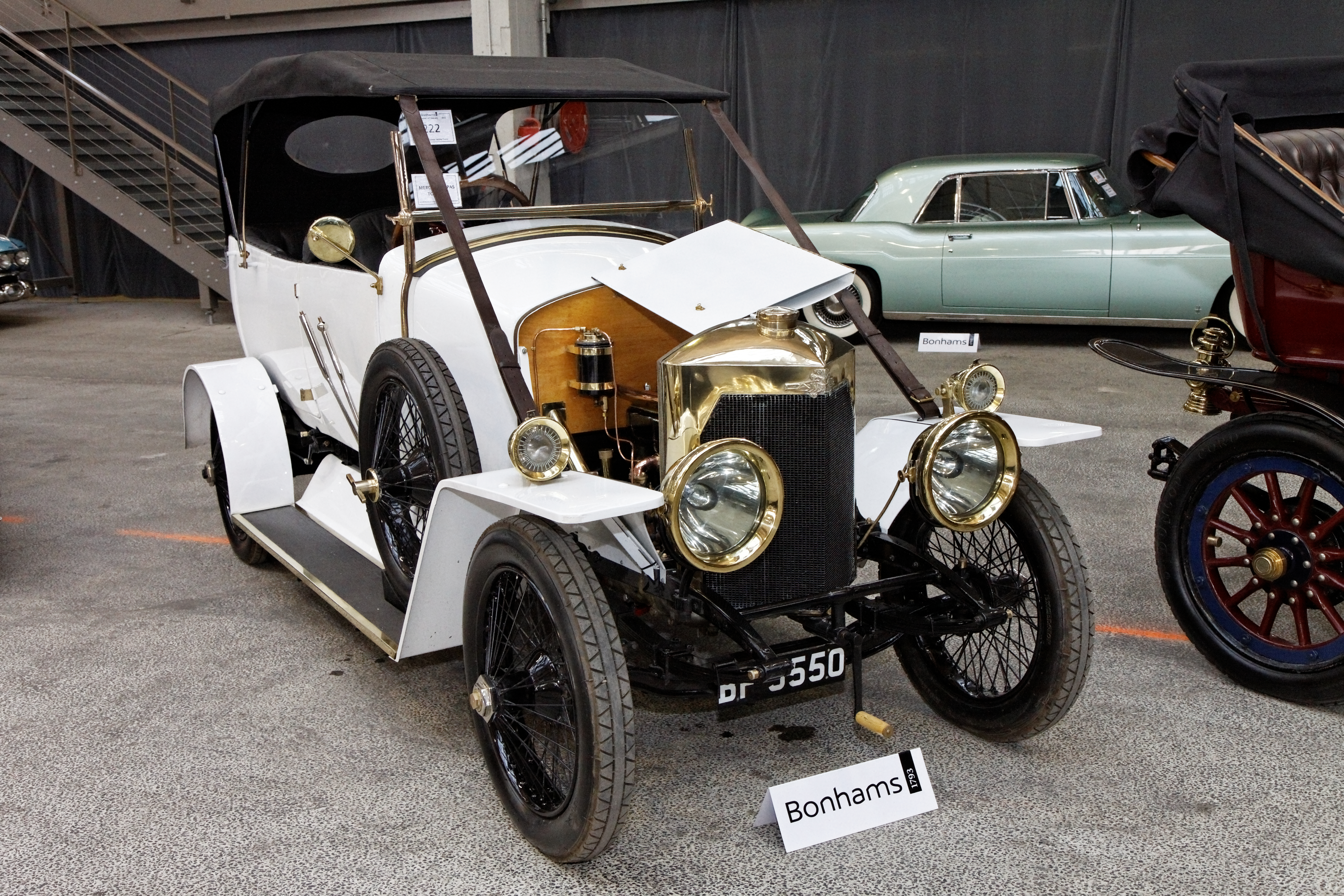
Аustro-Daimler 14/32HP Tourer

У 1912 році з'являється 3.6 л 32 -сильний — 14/32HP.

## Austro-Daimler у складі компанії Škoda
Це остання новинка «АД» до Першої світової. У липні 1913 року фірма «Шкода» викуповує у «Даймлер Каннштад» всі акції австрійського підприємства, «Аустро-Даймлер» входить до складу фірми «Шкода», директором фірми стає Карл Ріттер, який управляє «Шкодою».
Під час Першої світової фірма займається виробництвом вантажівок, тракторів, вагонів і авіаційних двигунів. Після Першої світової війни «Шкода» знаходиться у важкому фінансовому положенні, і фірмі нічого не залишається, як продати свої активи Камілло Кастильйоні. У 1919 фірма відновлює виробництво довоєнної моделі, нею стала модель 35HP, яка була довоєнною моделлю 14/32HP. 1920 року «Аустро-Даймлер» зміцнює партнерство з фірмами Austro-Fiat і Puchwerken.

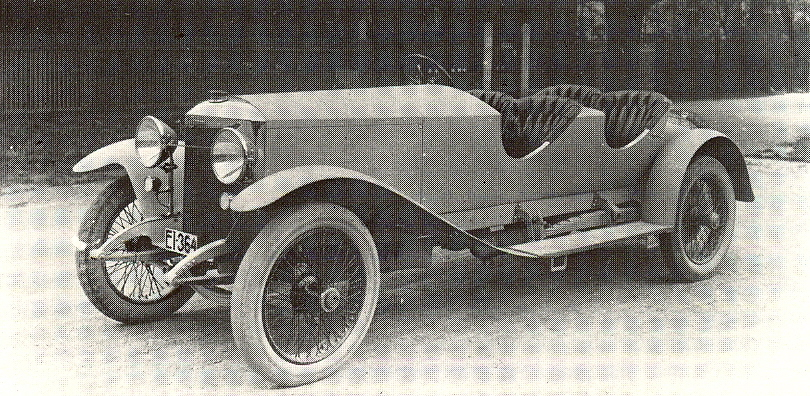
Аustro-Daimler AD 6-17

І вже через рік Фердинанд Порше виводить на світ нову модель — «АД 6-17», машина отримує нарешті 6-циліндровий мотор, об'ємом 4.4 л і потужністю 60 сил.

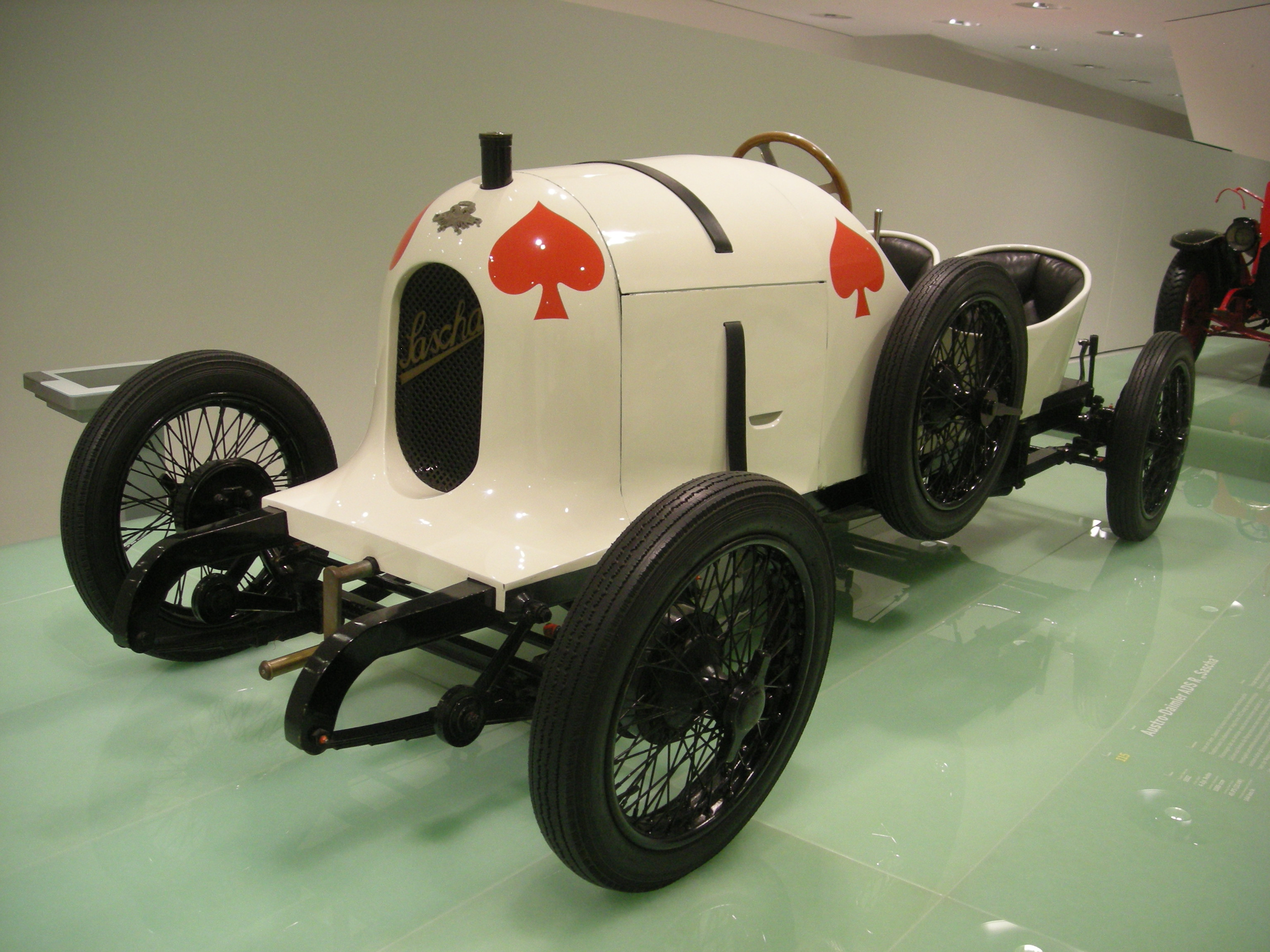
Аustro-Daimler ADS R Sascha

Наприкінці 1921 року Порше конструює модель ADS R, яку назвуть на честь ексцентричного графа-гонщика Олександра Коловрата-Краківського — «Саша», цей гонщик прославився тим, що в одну з довоєнних гонок взяв штурманом порося. Автомобіль оснащувався 1.1 л мотором, виготовленим з алюмінієвих сплавів, і розвивав 45 сил, що дозволяло розганяти легкий автомобіль до 144 км/год. У підсумку з 52 гонок, у яких авто брало участь, отримали 43 перших місця і 8 других.
У 1922 році машину модернізували, збільшивши мотор до 1.5 л, але ця машина не стала такою ж успішною, як її дрібніший брат, проте на той же кузов встановили 2 л і 3 л мотори, відповідно отримавши ADS II R і ADM-R. Обидві машини були випущені приблизно в 3-4 примірниках, перші ж серії були куди масовими — 598 і 600 відповідно (1.1 л і 1.5 л).

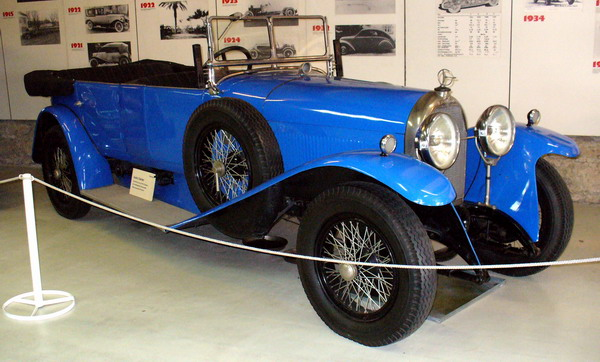
Аustro-Daimler ADM II 10/60PS

У 1923 році Фердинанд Порше покидає фірму, що потерпає від фінансових труднощів, і йде в німецький «Даймлер». Фірма ж скорочує майже 2000 працівників. Однак, не дивлячись на всі ці гіркоти і поразки, на місце Порше приходить Карл Рабе, і в серію запускається автомобіль, який розробив ще «Доктор Порше» — ADM II (правда, прототип Порше носив ім'я ADM I).
Ці автомобілі мали 6-циліндровий мотор з верхнім розташуванням розподільчого вала, мали робочий об'єм в 2.5 л і видавали 45 сил, через рік мотор збільшили до 2.6 л, і потужність — до 60 сил.

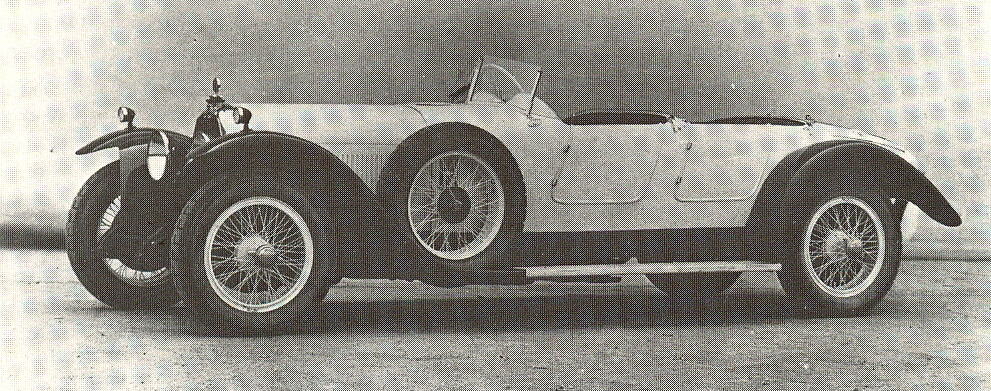
Аustro-Daimler ADM III 12/100PS

Також в 1924 році допрацьовують модель 6-17, і її перейменовують в ADV 17/60, на неї встановлюють гальма всіх коліс. Через 2 роки з'являється 3-літрова модель ADM III, її мотор розвиває 100 сил.

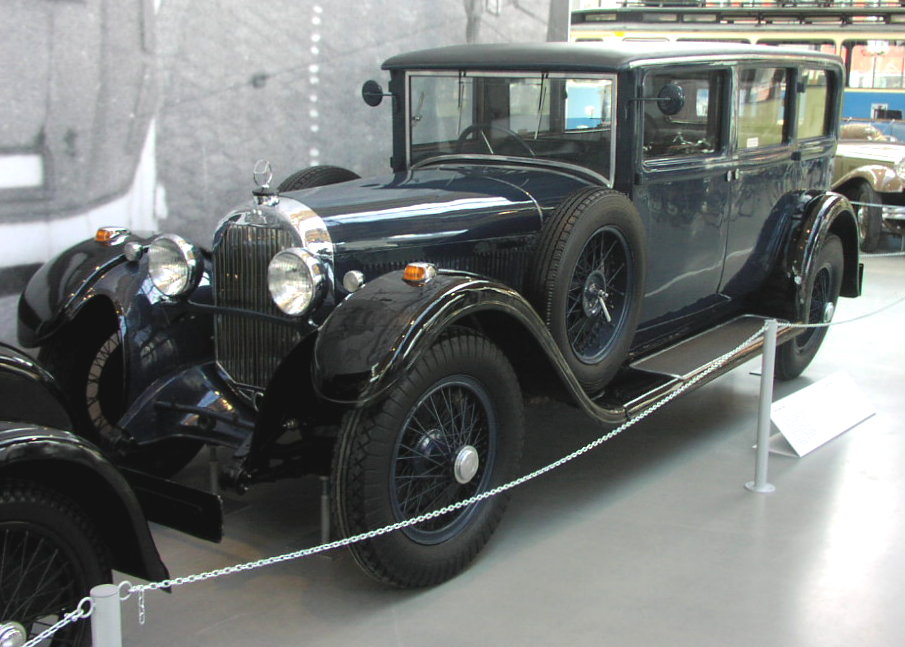
Аustro-Daimler ADR 12/70PS

А в 1927 році на зміну серії «АДМ», яку розробив ще Порше, приходить модель «АДР» роботи Рабе, автомобіль нагадував конструкцію Ледвінки, рама була зроблена у вигляді центральної труби, машина мала незалежну задню підвіску з трьох ресор, але передня підвіска була залежною. Також гальма отримали гідравлічний контур.
Мотор автомобіля також був 6-циліндровим і 3-літровим, але мотор розвивав всього 70 сил.
28 грудня 1928 року відбувається злиття 3 австрійських фірм — мотоциклетної PUCH Werke AG, авіабудівної ÖFFAG і автомобілебудівної «Аустро-Даймлер». Фірма стала називатися Austro Daimler Puchwerke Aktiengesellschaft.

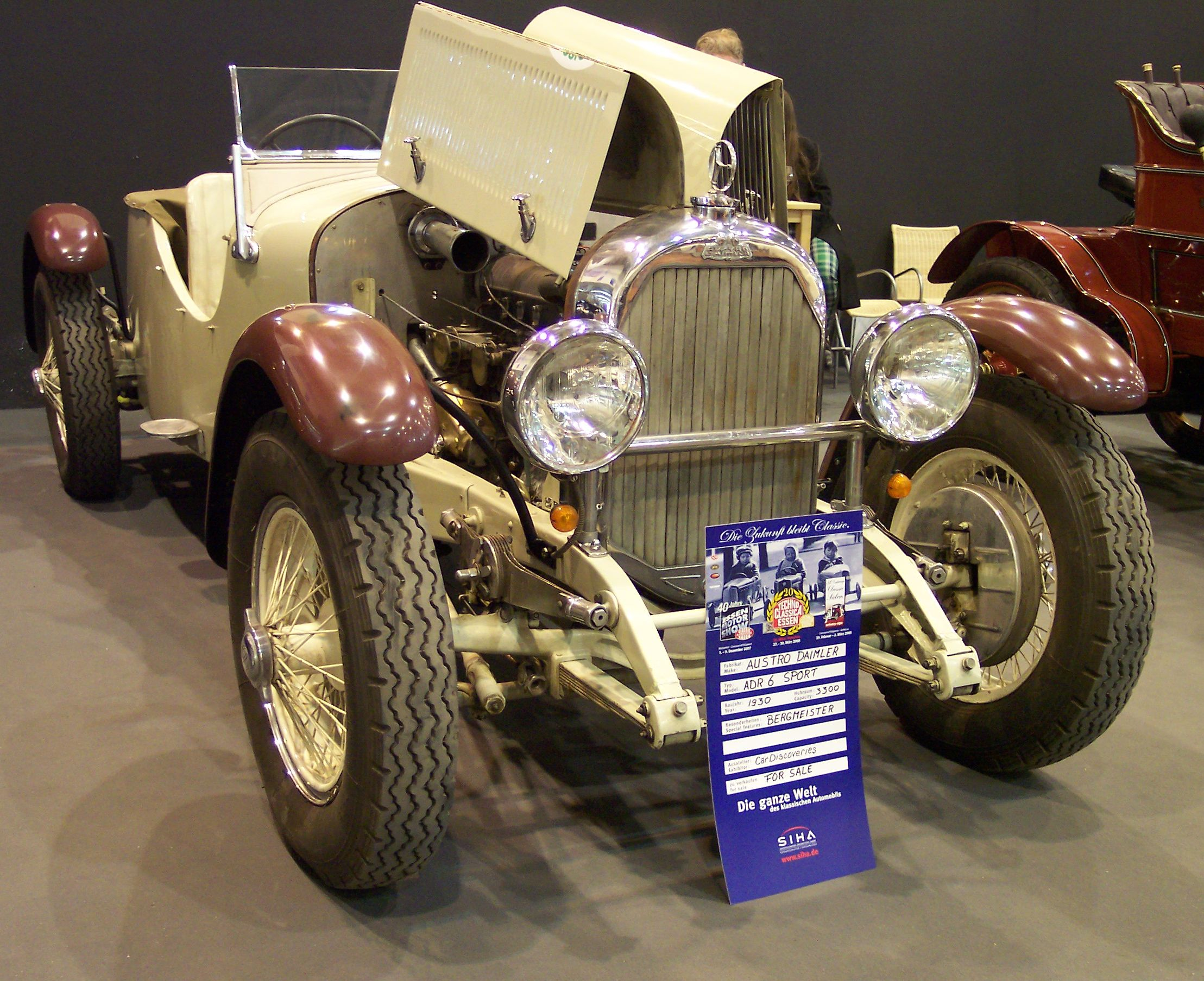
Аustro-Daimler ADR Sport 12/100PS

У 1929 році, після припинення виробництва серії «АДМ», модель «АДР» отримує 100-сильний мотор і приставку «Спорт» до назви. Всього продали 50 машин цієї моделі.

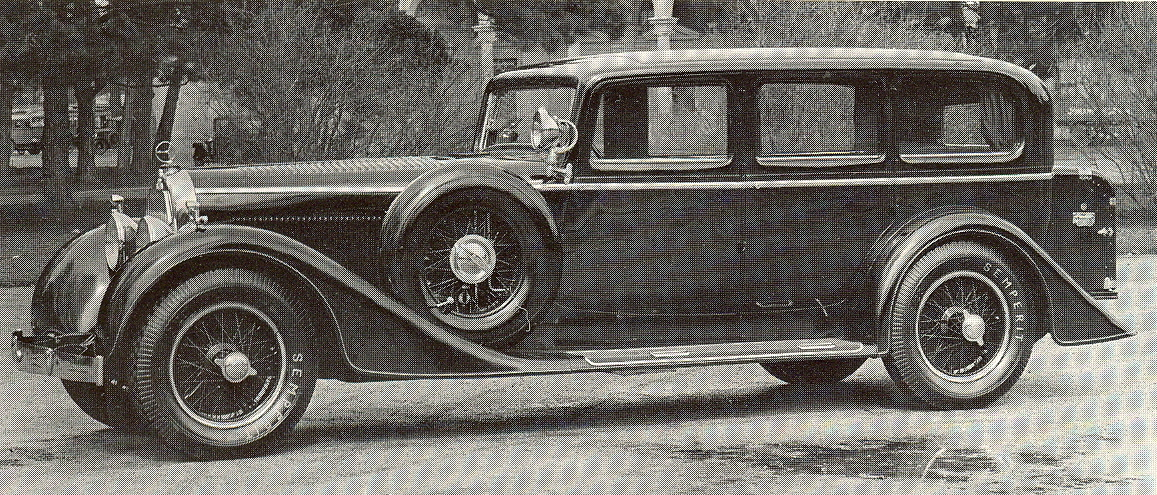
Аustro-Daimler ADR8 Alpine 18/100PS

У 1930 році фірма починає співпрацювати з іншою австрійською фірмою — Steyr AG. Тоді ж з'являється найбільший «Аустро-Даймлер» — «АДР8» з 8-циліндровим мотором об'ємом 4.6 л, цей розкішний автомобіль розвиває 125 сил.

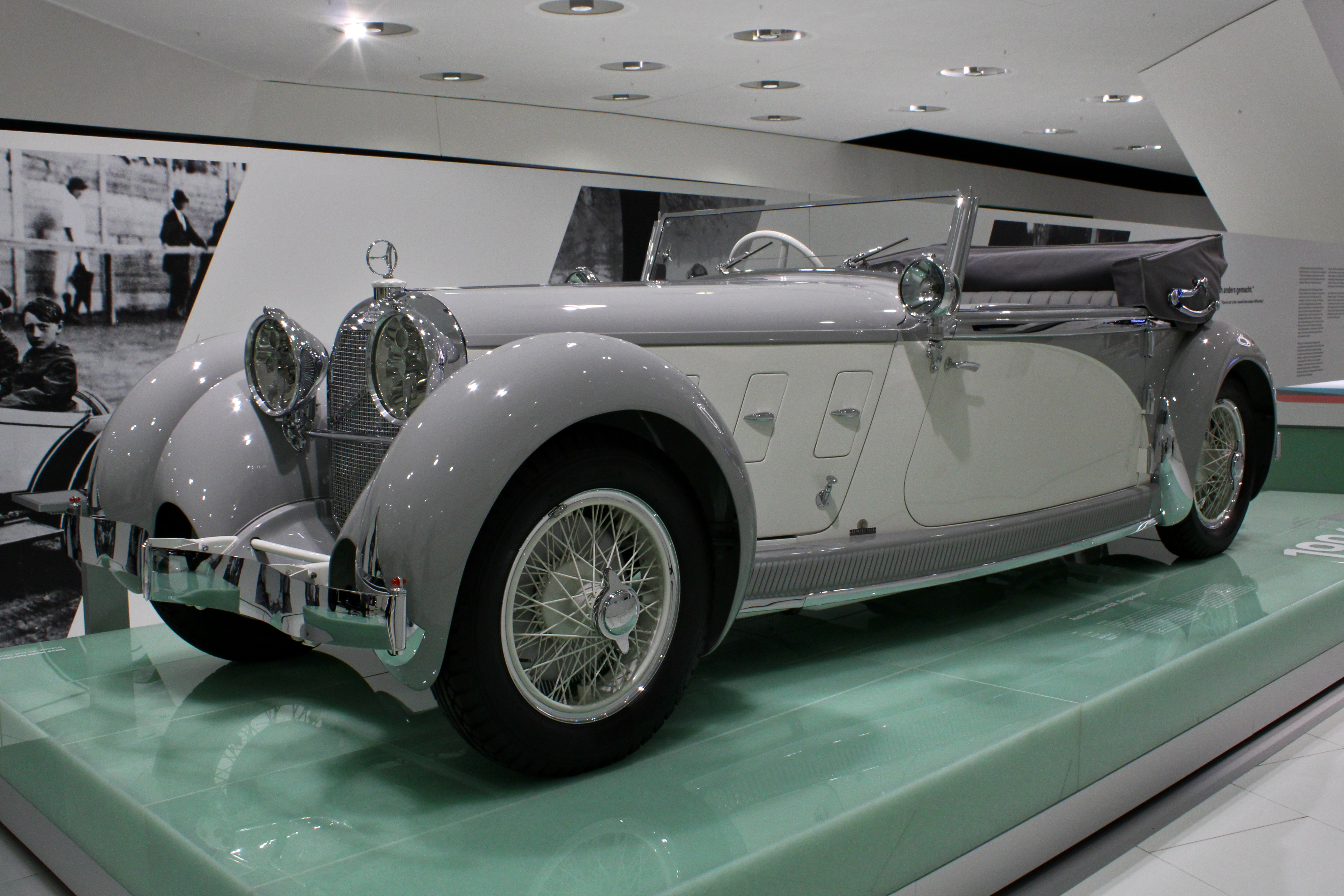
Аustro-Daimler ADR6 14/120PS

Через рік з'являється більш потужна 6-циліндрова версія ADR6 Bergmeister, під капотом якої встановлений 3.6 л мотор потужністю 125 сил, машина з таким мотором в залежності від кузова могла розганятися до 145 км/год.
Обидві моделі «АДР8» і «АДР6» були випущені в кількості 100 автомобілів, по 50 на кожну.

## Припинення виробництва автомобілів. Закриття компанії. Утворення фірми Steyr Daimler Puch
У 1933 році завод у Вінер-Нойштадт закривають, а виробництво автомобілів переносять у Грац на заводи фірми «Штайєр», в жовтні 1934 року відбувається злиття фірм та утворення фірми Steyr Daimler Puch AG. А 10 травня 1935 року, розпродавши останні «АДР6» і «АДР8», торгова назва Austro-Daimler AG зникає з реєстру фірм Австрії.

## Виробництво велосипедів
У 1970–1980 роках значки «Аустро-Даймлера» знову можна було побачити на топових велосипедах, які випускало велосипедне відділення фірми.
1987 року велосипедний підрозділ фірми «Штайр-Даймлер-Пух» купила фірма Piaggio & C SpA, їй дісталася торгова марка Puch, проте торгова марка «AD» залишилася за концерном SDP.

## Список легкових автомобілів Austro-Daimler
- 1900 — Austro-Daimler 4HP
- 1904 — Austro-Daimler Panzerwagen
- 1907 — Austro-Daimler Maja 24/28HP
- 1909 — Austro-Daimler Maja 28/32HP
  - Austro-Daimler 9/20HP
- 1910 — Austro-Daimler 22/86HP Prinz Heinrich
- 1911 — Austro-Daimler 16/18HP
  - Austro-Daimler 9/27HP
- 1912 — Austro-Daimler 14/32HP
- 1919 — Austro-Daimler 35HP
- 1920 — Austro-Daimler AD 6-17
- 1921 — Austro-Daimler ADS R Sascha
- 1922 — Austro-Daimler ADS II R
  - Austro-Daimler ADM-R
- 1923 — Austro-Daimler ADM II
- 1924 — Austro-Daimler ADV
- 1926 — Austro-Daimler ADM III
- 1927 — Austro-Daimler ADR
- 1929 — Austro-Daimler ADR Sport
- 1930 — Austro-Daimler ADR8
- 1931 — Austro-Daimler ADR6